# Закон про допомогу голодуючим у Росії
Закон про допомогу голодуючим у Росії 1921 року був сформований Конгресом Сполучених Штатів 24 лютого 1919 року з бюджетом у 100 мільйонів доларів (1,757,000,000 доларів США у 2024). Його бюджет був збільшений за рахунок приватних пожертвувань, що принесло ще 100 мільйонів доларів. Одразу після війни програма доставила понад чотири мільйони тонн допомоги до 23 охоплених війною європейських країн. Між 1919 і 1921 роками Артур Камінг Рінгланд був головою місії в Європі. АРА припинила свою діяльність за межами Росії в 1922 році; діяла в Росії до 1923 року.

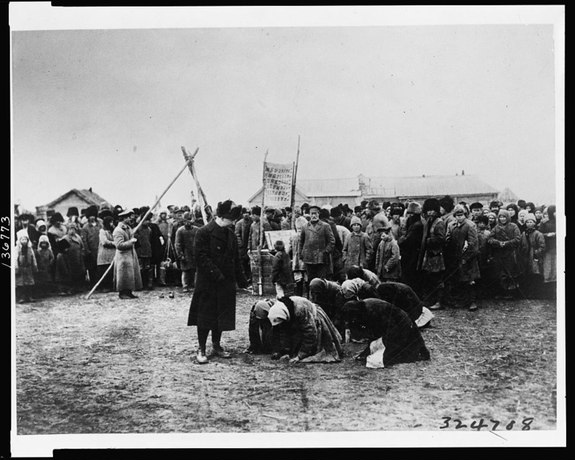
Операції Американської адміністрації допомоги в Росії, 1922 рік

Під керівництвом Герберта Гувера дуже масштабна продовольча допомога була розподілена в Європі після війни через Американську адміністрацію допомоги (ARA). У 1921 році, щоб полегшити спустошливий голод у РФСР, директор ARA в Європі Волтер Ліман Браун почав переговори з російським наркомом закордонних справ Максимом Литвиновим у Ризі, Латвія (на той час ще не анексована СРСР). Домовленість була досягнута 21 серпня 1921 року, а додаткова імплементаційна угода була підписана Брауном і наркомом зовнішньої торгівлі Леонідом Красіним 30 грудня 1921 року. Конгрес США виділив 20 000 000 доларів на допомогу згідно з Законом про допомогу голодуючим Росії кінця 1921 року. Гувер дуже ненавидів більшовизм і вважав, що американська допомога продемонструє перевагу західного капіталізму і таким чином допоможе стримати поширення комунізму.
На піку свого розвитку в ARA працювало 300 американців, понад 120 000 росіян і щодня годували 10,5 мільйонів людей. Його операції в Росії очолював полковник Вільям Н. Хаскелл. Медичний відділ АРА працював з листопада 1921 року по червень 1923 року і допомагав подолати епідемію тифу, яка тоді спустошувала Росію. Операції ARA з надання допомоги голодуючим проводилися паралельно з набагато меншими операціями з надання допомоги голодуючим громадами менонітів, євреїв і квакерів у Росії.

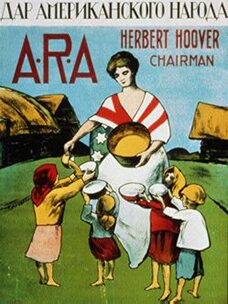
Плакат ARA 1921 року з написом «Дар американського народу» російською мовою

Діяльність АРА в Росії була закрита 15 червня 1923 року після того, як виявилося, що Росія під час правління Леніна відновила експорт зерна.